# Toda Kazujuki
Toda Kazujuki (Tokió, 1977. december 30. –) japán válogatott labdarúgó.
A japán válogatott tagjaként részt vett a 2002-es világbajnokságon.

## Statisztika
| Japán válogatott | Japán válogatott | Japán válogatott |
| Időszak          | Mérk.            | gól              |
| ---------------- | ---------------- | ---------------- |
| 2001             | 10               | 0                |
| 2002             | 10               | 1                |
| Összesen         | 20               | 1                |